# 西尔维娅·莱肯斯之死
1965年10月26日，16岁女孩西尔维娅·玛丽·莱肯斯（英語：Sylvia Marie Likens，1949年1月3日—1965年10月26日）于印地安納州印第安納波利斯死亡，生前曾遭受照料人格特鲁德·巴尼谢夫斯基及诸多孩子长达三个月的虐待。
1966年5月，格特鲁德·巴尼谢夫斯基及其长女葆拉被判处终生监禁；儿子约翰和参与虐待的两名少年科伊·哈伯德（Coy Hubbard）、理查德·霍布斯（Richard Hobbs）被判处2至21年不等的监禁。
此事件普遍为印第安纳州居民认为是该州发生过的最严重的罪行。

## 背景

### 格特鲁德·巴尼谢夫斯基

格特鲁德·巴尼谢夫斯基

格特鲁德·娜丁·巴尼谢夫斯基（英語：Gertrude Nadine Baniszewski，1928年9月19日－1990年6月16日）生于印第安纳州印第安纳波利斯的工人阶级家庭。父母老休·马库斯·范福森（Hugh Marcus Van Fossan Sr.）和莫莉·默特尔（Mollie Myrtle，原姓奥克利，Oakley）均来自伊利诺伊州，分别是美裔和荷兰裔，有六个孩子，巴尼谢夫斯基是第三个。1939年10月5日，巴尼谢夫斯基50岁的父亲因心梗去世。六年后，巴尼谢夫斯基16岁，从高中辍学，嫁给了大她两岁的宾夕法尼亚人约翰·斯蒂芬·巴尼谢夫斯基（John Stephan Baniszewski，1926－2007），两人有四个孩子。约翰脾气暴躁，不时会殴打妻子，十年后两人离了婚。此后，巴尼谢夫斯基嫁给了爱德华·格思里（Edward Guthrie）。这段婚姻仅延续了三个月。离婚后，巴尼谢夫斯基与约翰复婚，又生了两个孩子。两人于1963年再度离婚。
离婚几周后，巴尼谢夫斯基与22岁的丹尼斯·李·赖特（Dennis Lee Wright）开始发展关系。此间丹尼斯亦殴打过巴尼谢夫斯基。二人有一个孩子，名为小丹尼斯·李·赖特（Dennis Lee Wright Jr.）。小丹尼斯出生后不久，赖特便与巴尼谢夫斯基分手。不久，巴尼谢夫斯基向赖特提起诉讼，要求赖特为孩子提供经济援助。赖特几乎没有能力支付儿子的抚养费。
巴尼谢夫斯基独自照顾七个孩子直到1965年，分别是：葆拉（17岁）、斯蒂芬妮（15岁）、约翰（12岁）、玛丽（11岁）、雪莉（10岁）、詹姆斯（8岁）和小丹尼斯·李·赖特（1岁）。她主要靠第一任丈夫不时汇来的支票维持生活，偶尔也会给邻居和熟人打零工，诸如缝衣服或做卫生等。巴尼谢夫斯基住在印第安纳波利斯东纽约街3850号，房租为55美元每月。

### 西尔维娅·莱肯斯
莱肯斯的父母莱斯特（1926－2012）和伊丽莎白（1927－1998）是嘉年华工作人员。较西尔维娅年长两岁的兄姊黛安娜和丹尼尔与年轻一岁的弟妹珍妮和本尼都是双胞胎。珍妮患有脊髓灰質炎，一条腿上装有钢制護具。
莱斯特和伊丽莎白的婚姻生活并不稳定。整个夏天他们经常在印第安纳州附近的嘉年华摆摊卖糖果、啤酒和苏打水，频繁搬家，并且经济上经常会有严重困难。两个儿子时常会帮助父母工作。出于对女儿安全和教育的考虑，莱斯特和伊丽莎白不甚喜欢在工作时带着西尔维娅和珍妮。两个女孩常常与亲戚（往往是祖母）住在一起，在她们的父母和兄弟随嘉年华四处奔波时，她们的学业便不会受到影响。西尔维娅十几岁时靠给人跑腿、当保姆、烫衣服来赚钱，一部分收入会交给母亲。

## 1965年夏
1965年6月以前，西尔维娅和珍妮与父母一起住在印第安纳波利斯。7月3日，母亲因店舖盜竊被捕入狱。此后不久，莱斯特便安排女儿到格特鲁德·巴尼谢夫斯基家过寄宿生活。西尔维娅和珍妮在阿森纳技术高中读书时结识了格特鲁德的女儿葆拉和斯蒂芬妮。达成协议时，格特鲁德向莱斯特保证对她们视如己出，在他回来之前会好生照顾她们。
7月4日假期结束后，姐妹两人搬到东纽约街3850号巴尼谢夫斯基家，她们的父母亲便可在嘉年华期间到美國東岸工作，每周要给格特鲁德20美元的生活费，直到他们当年11月回来接女儿。
西尔维娅和珍妮在巴尼谢夫斯基家过的头几个星期几乎未受惩戒或虐待，经常与斯蒂芬妮一起唱流行歌曲，还会给巴尼谢夫斯基家做家务，与巴尼谢夫斯基家的孩子一起上主日学校。

## 虐待
虽然莱斯特同意每周付给格特鲁德20美元让她照顾女儿，但是款项在预定的日期逐渐未能到账（有时会迟一两天）。格特鲁德便脱掉姐妹两人的下装，用各种物品（譬如0.25英寸厚的桨）重打两人的臀部，并辱骂道：“我这个星期白照顾你们俩小婊子啦！”8月末的某一天，葆拉指责她们在教堂晚宴上吃的东西太多，两人便被用桨在背上打了约莫15下。
1965年8月中旬，格特鲁德将虐待重心转移到西尔维娅身上，主要动机可能是对其外表的嫉妒。据后来的庭审证词所述，对西尔维娅的这种虐待最初发生于她和珍妮周末从阿森纳技术高中下学回家时，虐待的手段除了打她以外，还有不给她充足的食物（后来她开始吃垃圾桶里的残羹剩饭或者坏掉的食物）。有一次，西尔维娅自己买来的糖果被说成是偷来的；又有一次，她因为承认自己曾经有过男朋友便遭受屈辱。格特鲁德的长女葆拉（当时怀孕三个月，亦嫉妒西尔维娅的身材）知道后，便脚踢西尔维娅的下体，声称西尔维娅怀孕了。有一次一家人吃晚餐时，葆拉、格特鲁德和邻家男孩兰迪·戈登·莱珀（Randy Gordon Lepper）强逼西尔维娅吃下装满芥末和调料的热狗，导致西尔维娅呕吐后，又逼她吃下吐出来的东西。
后来，西尔维娅又被污蔑在高中校园散布谣言，骂葆拉和斯蒂芬妮都是婊子。斯蒂芬妮15岁的男友科伊·哈伯德（Coy Hubbard）便殴打西尔维娅，而斯蒂芬妮则站在一边笑。有一次葆拉用力打向西尔维娅脸部，但着力点主要在牙齿和眼睛，造成自己手腕骨折。葆拉后来用手腕上的石膏再次殴打西尔维娅。格特鲁德也多次污蔑西尔维娅滥交、卖淫，偶尔还会强迫珍妮打西尔维娅，如果珍妮不动手，她就会打珍妮。
科伊·哈伯德和他的同班同学经常来到巴尼谢夫斯基家，与格特鲁德和她的孩子们一起辱骂、殴打西尔维娅。在格特鲁德的怂恿下，邻里的孩子们经常殴打她，拿她练习打架，刺伤身体，用点着的香烟烫皮肤逾百次，并对西尔维娅的私处造成严重伤害。为了取悦格特鲁德一干人等，西尔维娅曾被迫脱掉衣服，当他们面将空的可口可乐饮料瓶插入下体。
由于格特鲁德不给西尔维娅买衣服，西尔维娅承认从学校偷了一套运动服，于是格特鲁德便禁止西尔维娅上学，并用一条三寸宽的带子鞭打她。格特鲁德随后谈起婚前性行为之罪恶，反复踢踹西尔维娅私处。斯蒂芬妮赶来保护西尔维娅，喊道：“她什么也没做！”格特鲁德随后用火柴点火烧掉了西尔维娅的指甲，然后再次鞭打她。几天后，格特鲁德鞭打了珍妮，据说珍妮从学校偷了一只球鞋，穿在自己没装护具的那只脚上。
西尔维娅和珍妮害怕把事情告诉别人会使情况进一步恶化，选择了默默忍受。格特鲁德警告珍妮，如果把事情告父母，她将遭受和姐姐一样的待遇。每次珍妮间接提到西尔维娅的处境时，都会被其他女孩嘲笑或殴打。
7月和8月，莱斯特和伊丽莎白如果有空，会时不时回到印第安纳波利斯看望女儿。最后一次看望是在八月末，当时两个女孩都没有表现出受虐待的苦痛，可能是因为格特鲁德和她的孩子都在场。莱斯特和伊丽莎白一离开，格特鲁德就转身对西尔维娅说：“你现在要做什么呢，西尔维娅？现在他们走了？”
9月的一天，两人在公园遇到了姐姐黛安娜。她们把情况告诉了黛安娜，并补充说西尔维娅总是因为一些莫须有的罪名被针对。两人都没有说出住址。黛安娜最开始以为她们夸大了事实。
此前几周，西尔维亚和珍妮曾在同一所公园遇到过黛安娜，当时和她们在一起的还有11岁的玛丽·巴尼谢夫斯基。西尔维娅跟姐姐说她饿了，黛安娜给了她一个三明治。9月末玛丽把这件事告诉了家人，但西尔维娅对此保持沉默。格特鲁德指责她貪食，和葆拉一起不让她呼吸、用东西打她，然后把她放在热水里烫，以“洗净罪过”。格特鲁德抓住西尔维娅的头发，把她的头不断撞向浴缸直至晕厥。
此后不久，一位名叫迈克尔·约翰·门罗（Michael John Monroe）的男孩的父亲给阿森纳技术高中打电话匿名檢舉，称有个女孩全身长疮，住在巴尼谢夫斯基家中。西尔维娅未上学已有数日，因此学校派人去她家调查，格特鲁德声称西尔维娅上周离家出走，她不知道西尔维娅在哪儿，西尔维娅之所以会长疮，那是她自己不注意保持个人卫生，西尔维娅对自己的孩子和珍妮有不良影响。学校未作进一步调查。
巴尼谢夫斯基家隔壁邻居是一对中年夫妇，名叫雷蒙德·弗米利恩（Raymond Vermillion）和菲莉丝·弗米利恩（Phyllis Vermillion）。夫妇两人一开始都以为格特鲁德是个不错的照料人，莱肯斯姐妹住进巴尼谢夫斯基家以后，夫妇曾两次前往拜访，却看见西尔维娅眼眶发青，葆拉殴打她，并且还向弗米利恩夫妇炫耀自己的虐待行为。第二次拜访时，他们发现西尔维娅表现得极其驯服。然而，弗米利恩夫妇从未将这些事情向有关部门报告。
大约在10月1日，黛安娜发现西尔维娅和珍妮暂住在巴尼谢夫斯基家。她前往拜访，想定期过来看一看，但格特鲁德不许她进去，并谎称莱肯斯父母不许任何女孩见她，命令黛安娜离开。约两周后，黛安娜在3850号附近偶遇珍妮，问起西尔维娅近况。珍妮说：“我不能告诉你，否则我会有麻烦的。”

## 手段升级
由于被虐待的频率越来越高，严重程度越来越深，西尔维娅慢慢表现出小便失禁的症状，但被禁止进入卫生间，只能小便在身上，于是10月6日，格特鲁德把西尔维娅关进地下室光着身子绑起来，很少给她吃的喝的，有时还会以一种折磨人的方式绑在地下室楼梯栏杆上，脚几乎不着地。
格特鲁德在此前几周已经养成了虐待和折磨孩子的恶习。她有时会骗孩子们说她自己或者某个孩子受到了西尔维娅的侮辱，意图刺激他们去打西尔维娅。有一次，格特鲁德举着把刀叫西尔维娅“还手啊”，西尔维娅回答说她不知道怎么还手，格特鲁德便弄伤了西尔维娅的腿。格特鲁德偶尔会停手，去看喜欢的电视节目。有时，她会向邻里孩子每人收5美分的钱，让他们看西尔维娅怎样被羞辱、殴打、烫伤、烧伤、弄残。西尔维娅被关在地下室期间，格特鲁德经常在孩子和孩子的朋友的帮助下把西尔维娅扔到盛有滚水的浴缸里，再往伤口上撒盐。为了减轻西尔维娅不断的尖叫和恳求停手的声音，他们经常会在西尔维娅嘴里放一块布堵上。
有一次，格特鲁德和12岁的儿子小约翰把她1岁儿子尿布上的大小便抹进西尔维娅嘴里，然后给了她半杯水，说她今天就只有这些东西。
10月22日，小约翰让西尔维娅用手指吃一碗羹，然后在西尔维娅试图吃东西时迅速把碗拿走。格特鲁德终于同意西尔维娅上楼睡觉，条件是她不小便在身上。当晚西尔维娅悄悄对珍妮说要在睡觉前偷偷给她一杯水。西尔维娅此时已严重营养不良。
次日清晨，格特鲁德发现西尔维娅小便了，为惩罚她，格特鲁德命令她当着孩子们的面用可口可乐瓶自渎，随后把她关进了地下室。
不久，格特鲁德叫李肯斯到厨房，命令她脱光衣服，对她说：“你让我女儿名声败坏；现在我要给你打上烙印。”格特鲁德把一根针用火烤红，然后在西尔维娅肚子上刻上“I'M A PROSTITUTE AND PROUD OF IT”字样。格特鲁德自己没能刻完，便让在场的14岁少年理查德·霍布斯（Richard Hobbs）把字刻完，她则带珍妮到附近一家杂货店。然后，霍布斯和10岁的雪莉把西尔维娅带到地下室，想用锚栓在西尔维娅左胸下方烧出字母“S”，但最终烧出的却像一个“3”。格特鲁德后来嘲笑西尔维娅说肚子上刻着这句话就永远不能结婚了。她说：“你现在要做什么呢，西尔维娅？现在你不能结婚。你要做什么呢？” 西尔维娅哭着答道：“我想我什么也做不了。”然后她又被科伊·哈伯德带回地下室。当天晚些时候，西尔维娅被逼着把肚子上的字给邻里孩子们看。格特鲁德说这句话是西尔维娅在一次群交派对上得来的。
西尔维娅当晚对妹妹说：“珍妮，我知道你不想让我死，但我要死了。我看得出来。”
第二天，格特鲁德叫醒了西尔维娅，让她写一封信，由格特鲁德口授其内容，目的是要让西尔维娅的父母以为西尔维娅已离家出走。信中说西尔维娅同意与当地一群男孩发生关系，但男孩们对她实施了虐待。西尔维娅写完信后，格特鲁德打算让小约翰和珍妮蒙住西尔维娅的眼睛，然后把她带到附近的吉米森林（Jimmy's Forest），由她在森林里死去。
写完信后，西尔维娅又被绑在楼梯的栏杆上，格特鲁德给她饼干吃，她拒绝了，并说：“把它给狗，我不要。”格特鲁德和约翰便殴打她，主要打在腹部，然后把饼干塞进西尔维娅嘴里。

## 10月25–26日
10月25日，西尔维娅听到格特鲁德与人谈话，打算让她死在森林里，便想法逃离地下室。她想走前门，但她受到重伤，全身虚弱，格特鲁德在她逃跑之前就将她抓了回来。然后格特鲁德给西尔维娅烤面包吃，但由于西尔维娅极度脱水，吃不下去。格特鲁德把面包塞她嘴里，然后用窗帘杆反复打她脸，直打得窗帘杆弯成直角。随后科伊从格特鲁德手中拿过窗帘杆，又打了西尔维娅一次，打得她失去了知觉。格特鲁德便将西尔维娅拖进地下室。
西尔维娅当晚拼了命地呼救，用铲子砸地下室墙，想告诉邻居。一位邻居后来报告警方称她听到了声音，并肯定声音是从3850号地下室发出的，但由于声音在凌晨三点戛然而止，她最终决定不报警。

### 死亡
10月26日上午，西尔维娅已经讲不清楚话，四肢活动也无法协调。格特鲁德把西尔维娅搬进厨房，让她靠在墙上，想喂她甜甜圈和牛奶，但西尔维娅此时已无法把牛奶杯子送到嘴边。格特鲁德又把西尔维娅送回了地下室。
不久后，西尔维娅开始讲胡话，不断呻吟，喃喃自语。葆拉让她背出英文字母表，西尔维娅只能背出四个字母以外的任何内容，站也站不起来。格特鲁德则命令西尔维娅弄干净自己，因为西尔维娅排便了。
下午，其他几个折磨西尔维亚的人聚集到地下室，西尔维娅手臂抽动，想指出她能辨认出的人，并一个个说出他们的名字。随后格特鲁德喊道：“闭嘴！你知道我是谁！”几分钟后，西尔维娅想吃一颗他们准她吃的烂梨，但咬不下去，她说感觉得到牙齿松动。珍妮听了这句话后回道：“你不记得了吗，西尔维娅？你的门牙七岁的时候撞掉了。”珍妮随后离开地下室去为邻居修理花园赚零用钱。
为了把西尔维娅洗干净，当天下午兰迪·戈登·莱珀应格特鲁德要求拿来一根花园用的软管，小约翰笑着用软管给西尔维娅冲水。西尔维娅还想拼命逃离地下室，但没到楼梯就倒下了。格特鲁德踩了下西尔维娅的脑袋，然后站定，盯了她一会儿。斯蒂芬妮决定给西尔维娅用肥皂洗一个温暖的澡，然而西尔维娅在被带出地下室之前便停止了呼吸。西尔维娅·莱肯斯享年16岁。斯蒂芬妮试图给她人工呼吸，但格特鲁德则一再宣称西尔维娅只是装死而已。
下午5:30之后不久，理查德·霍布斯回到巴尼谢夫斯基家，立即前往地下室。他在潮湿的楼梯上滑倒了，重重地跌在地下室的地板上，看见斯蒂芬妮哭着抱着西尔维娅瘦弱而遍体鳞伤的尸体。

## 逮捕
格特鲁德用一本书扇了西尔维娅的脸两下，想把她打醒。但西尔维娅此时确已死亡。格特鲁德终于接受了这一事实，便指示理查德去用附近的公用电话报警。傍晚6点半左右，警察赶到巴尼谢夫斯基家，格特鲁德带他们去看西尔维娅的尸体。尸体被放在一间卧室里的脏床垫上。然后，格特鲁德把她之前逼西尔维娅写的信交给警察，并谎称西尔维娅死前一个多小时她一直在努力救治西尔维娅，往西尔维娅的伤口上涂过消毒酒精，但西尔维娅还是死了；不久前西尔维娅和几个小少年离家出走，那天下午才光着上身回来，手里攥着这张字条。
葆拉拿着本圣经对家里在场所有人说西尔维娅的死是“注定要发生的”，然后望向珍妮所在的方向平静地说道：“珍妮，你要是想和我们住在一起，我们就会像对你姊姊一样对你。”
珍妮按照格特鲁德先前告诉她的说辞，把导致西尔维娅死亡的一系列事情背给警察听，然后对警察悄声说道：“你们把我弄出去，我什么都告诉你们。”
有了珍妮正式提供的证词，警方在发现尸体数小时后，即以涉嫌杀害西尔维娅为由逮捕了格特鲁德、葆拉、斯蒂芬妮和小约翰。科伊和理查德亦于同日被捕，并被指控犯有同样的罪行。巴尼谢夫斯基家的三个年纪较大的孩子以及科伊被关进附近的少管所，较小的孩子以及理查德则被关进印第安纳波利斯儿童监管之家（Indianapolis Children's Guardians Home）。
格特鲁德起初矢口否认参与杀害西尔维娅。10月27日，格特鲁德开始承认，她知道“孩子们”，尤其是她的女儿葆拉和科伊·哈伯德，对西尔维娅有过心理上和身体上的虐待。后来，格特鲁德又承认，在西尔维娅尿床之后，她大约有三次曾逼迫西尔维娅到地下室睡觉。当一名警察表示，西尔维娅小便失禁的可能原因是心理和肾脏受到的伤害时，格特鲁德便开始回避讯问。
到10月29日，警方又逮捕了另外5名虐待过西尔维娅的儿童：迈克尔·门罗、兰迪·莱珀、达琳·麦圭尔（Darlene McGuire）、朱迪·杜克（Judy Duke）和安娜·西斯科（Anna Siscoe）。五人均被指控犯有故意伤害罪，后收到传票要出庭应诉，转交父母监管。

### 尸检
尸检结果表明，西尔维娅·莱肯斯死时极度消瘦，全身上下共有150余处创伤，其位置、性质、严重程度、愈合程度各不相同，所受伤害类型包括烧伤、瘀伤、肌肉和神经损伤。西尔维娅的阴道腔肿胀得近乎闭合，但处女膜完好，证明格特鲁德所说西尔维娅有孕、卖淫、滥交等纯属子虚乌有。此外，西尔维娅的指甲全部断裂，面部、胸部、颈部及右膝的外层皮肤大部分脱落，嘴唇部分地方在西尔维娅遭受痛苦时被咬穿。
死因裁判官亚瑟·克贝尔（Arthur Kebel）认为西尔维娅·莱肯斯的死因为右颞遭重击导致硬膜下血肿，生前皮肤和皮下组织长期遭受严重伤害导致的休克以及严重营养不良则促成了她的死亡。西尔维娅的尸体被发现时完全表现出尸僵，说明西尔维娅在被发现时已死亡长达八小时。同时克贝尔指出西尔维娅可能在死后洗过澡，加速了体温流失和尸僵现象的发生。

## 葬礼
西尔维娅·莱肯斯的葬礼于10月29日下午在黎巴嫩的Russell ＆ Hitch殡仪馆进行。葬礼由路易斯·吉布森（Louis Gibson）牧师主持，有100多人参加。西尔维娅的灰色棺材在葬礼举行时一直未曾合上，遗像为西尔维娅1965年7月所摄相片。
葬礼结束后，有14辆车送西尔维娅遗体到奥克山公墓埋葬。她的墓碑上刻有“OUR DARLING DAU.”（我们亲爱的女儿）字样。

## 起诉

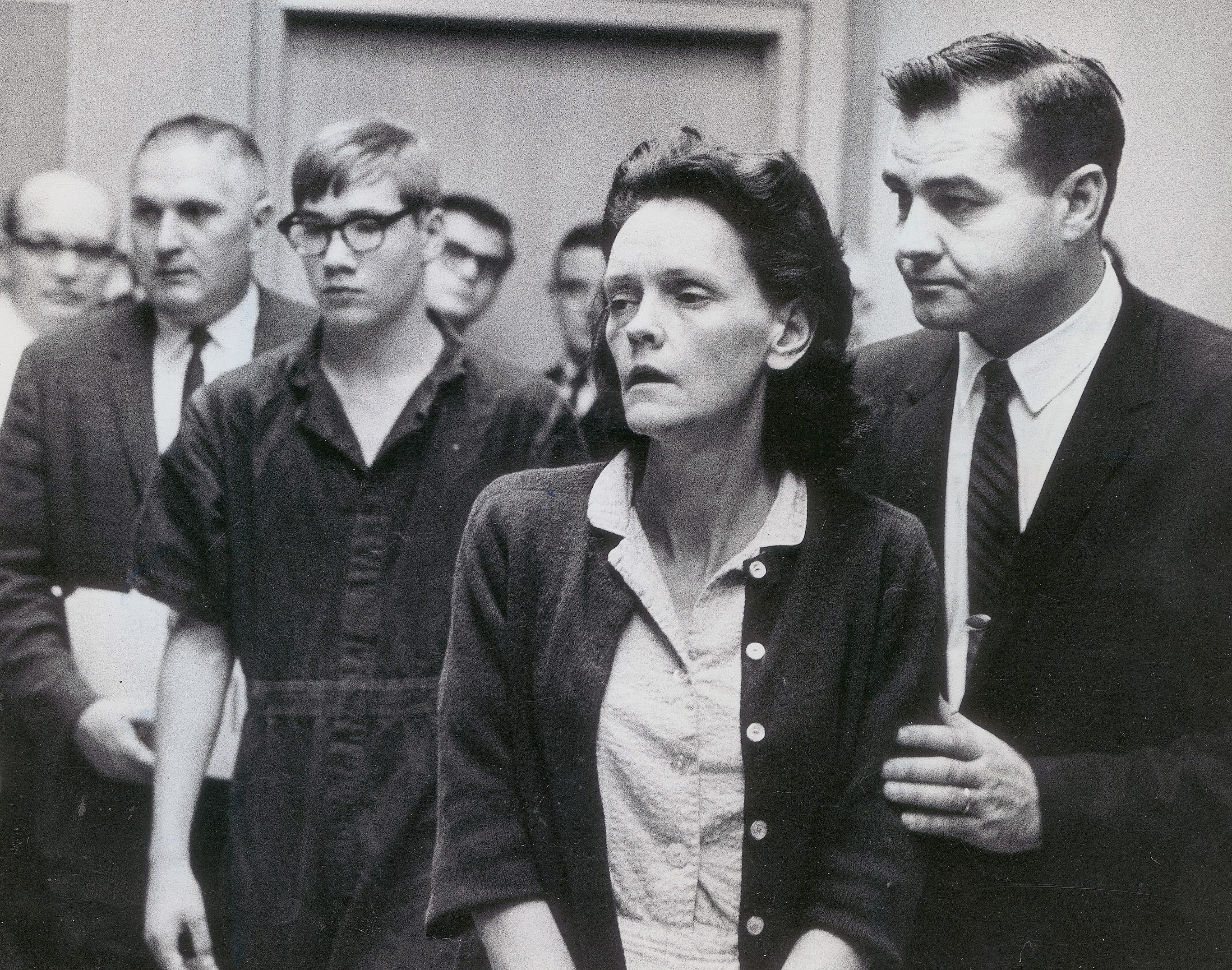
1965年11月1日，理查德·霍布斯和格特鲁德·巴尼谢夫斯基在马里昂县听证会上。两人均于同日被控犯有谋杀罪

1965年12月30日，馬里昂縣大陪审团以一级谋杀罪名起诉葆拉、小约翰和格特鲁德·巴尼谢夫斯基。同被起诉者还有理查德·霍布斯和科伊·哈伯德。五人均被指控蓄意对西尔维娅·莱肯斯造成致命伤害。
在对五名被告提起诉讼的三周前，斯蒂芬妮·巴尼谢夫斯基的律师辩称州政府没有足够证据支持对斯蒂芬妮谋杀或伤害西尔维娅的指控，随后斯蒂芬妮收到人身保護令，被释放。斯蒂芬妮选择放弃对潜在起诉的豁免权，并同意指证所有虐杀西尔维娅的人。
1966年3月16日正式举行审前听证会，几位精神科医生作证，被起诉人精神状态均能够接受审判。

## 判刑

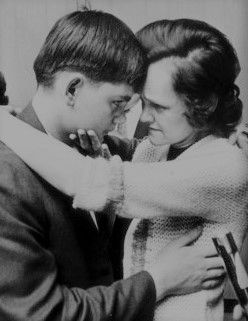
格特魯德·巴尼謝夫斯基和她的兒子約翰。 在他們因謀殺西爾維亞·利肯斯而被定罪後。 1966 年 5 月。

对五名被告的庭审持续了17天。1966年5月19日，由8男4女组成的陪审团经过8个小时的商议，裁定格特鲁德·巴尼谢夫斯基一级谋杀罪名成立，建议判处无期徒刑；裁定葆拉·巴尼谢夫斯基二级谋杀罪名成立；裁定理查德·霍布斯、科伊·哈伯德和小约翰·巴尼谢夫斯基过失杀人罪名成立。听到法官宣布判决后，格特鲁德和孩子们哭了起来，试图互相安慰，而霍布斯和哈伯德则无动于衷。
5月25日，葆拉和格特鲁德被正式判处无期徒刑，理查德、科伊和小约翰均被判处2至21年不等的有期徒刑。

### 二审
1970年9月，印第安纳州最高法院推翻了对葆拉和格特鲁德的判决，理由是一审法官索尔·艾萨克·拉布（Saul Isaac Raab）多次拒绝辩护律师提出的变更地点和单独审判的动议。此外，由于媒体对此案的大量报道在一审时营造了一种对辩方不利的舆论氛围，阻碍了辩方受到公正的裁定。
1971年，法院对两人所犯罪行进行二审。葆拉·巴尼谢夫斯基主动承认犯有非预谋故意杀人罪，拒绝重审。她被判处2至21年监禁。1971年，葆拉两度试图越狱失败，但仍于1972年12月获释。格特鲁德·巴尼谢夫斯基二审裁定一级谋杀罪名成立，判处终身监禁。

## 后续
格特鲁德·巴尼谢夫斯基1985年假释出狱后，搬到了艾奥瓦州勞勒爾。格特鲁德从未为她对西尔维娅造成的伤害负过应负的责任，她总是说她无法准确地回忆起西尔维娅在她家中遭受的虐待和折磨，把自己的恶行归咎于她服的哮喘药。格特鲁德于1990年6月16日因肺癌去世，时年61岁。
葆拉·巴尼谢夫斯基1972年假释出狱后，换了个身份生活。她改名为葆拉·佩斯（Paula Pace），在艾奥瓦州BCLUW学区做了14年的学校辅导员，申请职位时隐瞒了自己的案底。2012年，学校发现了葆拉的真实身份，便解雇了她。据报，葆拉住在艾奥瓦州一个小镇上，已婚，有两个孩子。葆拉1966年受审时生下的女儿取名为格特鲁德，后来被收养。
在15岁的斯蒂芬妮·巴尼谢夫斯基同意当污点证人指证所有被告后，其谋杀指控被撤销。检方在1966年5月26日向大陪审团重新递交了对斯蒂芬妮的指控，但后来从未单独针对斯蒂芬妮发起诉讼。斯蒂芬妮·巴尼谢夫斯基改名后当了一名教师，后来结婚，育有子女。斯蒂芬妮现居佛罗里达州。
格特鲁德被捕后，马里昂县公共福利部把她的三个孩子玛丽、雪莉和詹姆斯交给不同家庭寄养。小丹尼斯·李·赖特后来被收养，养母给他取名丹尼·李·怀特（Denny Lee White）。丹尼于2012年2月5日去世，享年47岁。
理查德·霍布斯、科伊·哈伯德和小约翰·巴尼谢夫斯基在少管所服刑不到两年便于1968年2月27日获假释。
理查德·霍布斯假释后四年，于1972年1月2日死于肺癌，时年21岁。这四年间理查德至少有一次精神崩溃。
科伊·哈伯德假释后一直留在印第安纳，未曾改名。哈伯德成年后，屡次犯罪入狱，1977年甚至被控谋杀两名年轻人，但被无罪释放。2007年1月，据西尔维娅·莱肯斯之死改编的电影《美国田园下的罪恶》首映，不久后，哈伯德便被解雇。同年6月23日，他在印第安纳州謝爾比維爾心脏病发作去世，时年56岁.
小约翰·巴尼谢夫斯基化名约翰·布莱克（John Blake），当了一名平信徒传道人，经常为父母离异的孩子提供咨询。从少管所获释几十年后，他发表声明，承认他和同案被告当时应该被判处更加严厉的刑罚。他说，青少年犯罪是可以改造的，并讲述了自己变成一位好市民的过程。2005年5月19日，他因糖尿病在兰卡斯特综合医院去世，时年52岁。他生前偶尔会公开谈论西尔维娅，并欣然承认他享受西尔维娅之死给他带来的关注度。
对迈克尔·门罗、兰迪·莱珀、达琳·麦圭尔、朱迪·杜克和安娜·西斯科五人的人身伤害指控后来被撤销。西斯科于1996年10月23日去世，时年44岁；莱珀于2010年11月14日去世，时年56岁。莱珀曾笑着说自己打过西尔维娅40多次。
珍妮·莱肯斯后来与伦纳德·里斯·韦德（Leonard Rece Wade）结婚，育有两个孩子。她于2004年6月23日死于心脏病，享年54岁。珍妮生前住在印第安纳州比奇格羅夫。去世前14年，她曾在报上读到过格特鲁德·巴尼谢夫斯基的讣告。珍妮把讣告剪下来邮给了母亲，另有一张字条，写道：“好消息。天杀的老格特鲁德死了。哈哈哈！我真高兴。”
母亲伊丽莎白和父亲莱斯特·莱肯斯分别于1998年和2013年去世。伊丽莎白去世前几年，珍妮一再强调，不该怪父母把她和西尔维娅交给格特鲁德·巴尼谢夫斯基照顾。她说，父母所做的不过是相信了格特鲁德而已。
东纽约街3850号房空闲了很多年，渐渐变得破旧不堪。曾有提议购买此房并修建为女性庇護所，但因无法筹到资金而放弃。3850号房最终于2009年4月23日被拆除，所在现为教堂的停车场。
2001年6月，印第安纳波利斯华盛顿街的威拉德公园落成了一座6英尺（1.8）高的花岗岩纪念碑，以正式纪念西尔维娅·莱肯斯。包括莱肯斯家人在内有数百人参加了落成典礼。纪念碑刻着这样一句话：“这座纪念碑是为了纪念一位不幸去世的孩子。因之，法律改变了，意识提高了。这是对我们孩子的承诺：印第安纳波利斯警察局正努力使这座城市成为我们孩子安全的城市。”